# Кит Пауерс
Кит Тајри Пауерс (енгл. Keith Tyree Powers; Сакраменто, 22. август 1992) амерички је глумац и модел. Познат је по својим улогама као Рони Девоу у Бет-овој мини серији The New Edition Story и као Тајри у филму Straight Outta Compton.

## Детињство, младост и моделинг каријера
Паверс је рођен у Сакраменту, Калифорнија, као дете Џенифер Кларк (раније Паверс) и Кит Паверс Сениора. Најстарији је у породици од четворо деце. Почео је моделовање са девет година, под утицајем његове мајке, али је развио страст за спортом. Играо је амерички фудбал као широк прималац у средњој школи Шелдон. Након дипломирања 2010. године, преселио се у Лос Анђелес са својим оцем да би се фокусирао на моделирање, и потписује са агенцијом Вилхемина. Учествовао је на мушкој  модној ревији у Милану 2014. године, моделовао је у рекламама Sears и JCPenny, направио је насловницу за Скечерс и постао је заштитно лице Аеропостала.

## Глумачка каријера
У 2013. години Паверс је лансирао улогу у филму House Party: Tonight's the Night. Након што је летео у Јужну Африку због снимања, заљубио се у глуму и одлучио је да му то постане његово главно занимање. Играо је Гута у Бет-овој хип-хоп антологијској серији Tales, и као Камерон Дрејк у Нетфликовом оригиналном филму Reality High. Имао је понављајућу улогу у МТВ серији Faking It  и од тада постаје познат по његовој улози као Тајри у филму Straight Outta Compton. Глумио је Ронија Девоа у The New Edition Story и од априла 2017. године играо је серији Famous in Love на Фриформу.

## Филмографија
| Година    | Назив                            | Улога                 | Белешке                                         |
| --------- | -------------------------------- | --------------------- | ----------------------------------------------- |
| 2013      | Pretty Little Liars              | Стрингер Гај          | Кратко појављивање                              |
| 2013      | House Party: Tonight's the Night | Квентин               | Главна улога                                    |
| 2014–2015 | Faking It                        | Тио                   | Понављајућа улога (сезоне 1,2)                  |
| 2015      | Sin City Saints                  | Ладејријус Поуп       | Главна улга                                     |
| 2015      | Straight Outta Compton           | Тајри                 | Базирано на хип-хоп групи NWA                   |
| 2015      | Fear the Walking Dead            | Келвин                | Једно појављивање, пилот                        |
| 2016      | Recovery Road                    | Зак                   | Понављајућа улога                               |
| 2016      | Asterisk                         | Трејвис Даунс         | Главна улога, кратки филм                       |
| 2017      | The New Edition Story            | Рони Девои            | Базирано на РнБ групи New Edition               |
| 2017      | Let's Just Be Friends            | Реџи Хелмс            | Главна улога, кратки концептни филм             |
| 2017      | #RealityHigh                     | Камерон Дрејк         | Главна улога                                    |
| 2017–2018 | Famous in Love                   | Џордан Вајлдер        | Регуларна серија                                |
| 2017      | Wild 'N Out                      | Кит Пауерс            | (гост) такође са глумцима The New Edition Story |
| 2017      | Before I Fall                    | Патрик                | Кратко појављивање                              |
| 2017      | Tales                            | Амари „Гута” Андресон | Главна улога                                    |
| 2017      | Maximum Impact                   | специјални агент Венс |                                                 |
| 2018      | The Bobby Brown Story            | Рони Девои            |                                                 |
| 2019      | What/If                          | Тод                   | Главна улога                                    |